# 谷青阳案
谷青阳案（河南警方称洛宁“12·5”特大交通事故，又称邮政局长酒后驾车撞死少年案，被媒体称为“标本式车祸”）是指2010年12月5日深夜发生在河南省洛宁县的酒后驾车案件，12月5日凌晨23时30分左右，河南省洛阳市洛宁县邮政局长谷青阳酒后驾驶单位公车（豫C ML798，黑色帕萨特轿车）在S319省道河南省洛宁县涧口乡政府所在地以北新安虎线路段超速逆向行驶，连续撞倒正在赶路的7名青少年中的5人，当场撞死3人，另2人送医院后抢救无效死亡。死亡的5人均为13-16岁的青少年。经抽血检验，谷青阳血醇浓度为57mg/100ml，属于酒后驾驶。

## 案件经过
2010年12月5日晚23时30分，河南省洛阳市洛宁县邮政局长谷青阳酒后驾驶单位公车，在洛宁县涧口乡政府所在地以北新安虎线路段由东向西行逆向行驶，连续撞倒道路南侧去网吧上网后结伴返回学校的7名青少年中的5人，当场撞死3人，另2人送医院后抢救无效死亡。据了解，死亡的4男1女5名青少年中，3名为涧口乡中学初中生，2名为辍学青少年，最小的13岁，最大的16岁。经警方现场勘查发现，从第一个少年被撞倒的地方到停车地点，相差约252.9米。
据现场目击者称，肇事轿车在撞到人后还有逃逸行为，肇事车辆跑出去500多米才被追上，如果不是肇事轿车损坏，司机可能就逃跑了。
据当晚与同学结伴而行的学生介绍，车祸发生后，他们曾向司机要手机报警，肇事司机（谷青阳）不给，还要动手打学生。参与救援的附近群众说，有一名伤者当时被他们送到了当地医院，但因为延误时间较长，该少年最终因抢救无效死亡。群众们说，这同谷青阳不及时报警和不肯借用手机报警有很大关系。
据死者家属和群众反映，事发后，曾赶来一辆印有邮政标志的车辆，试图强行将谷青阳带走，被愤怒的群众拦下。
| 姓 名  | 性别 | 年龄 |
| ------ | ---- | ---- |
| 杨少朋 | 男   | 16岁 |
| 乔鹏飞 | 男   | 15岁 |
| 张鹏鹏 | 男   | 13岁 |
| 杨园美 | 女   | 14岁 |
| 乔国强 | 男   | 15岁 |

## 案发之后
- 2010年12月6日，洛宁县成立事故处理领导小组，处责善后工作。谷青阳被批准逮捕。
- 12月6日，洛阳市委召开市委常委会，成立由市委常委、政法委书记郭丛斌牵头的“12·5特大交通事故”处置工作领导小组。
- 12月7日凌晨2时30分许，谷青阳因涉嫌危险方法危害公共安全罪，被洛宁县人民检察院批准逮捕。
- 12月7日，河南交警总队就案件召开新闻通报会[9][10]。
- 12月7日，河南省公安厅拟指定三门峡市公安局负责案件的进一步调查处理[11]。
- 2011年1月25日，河南省公安厅交警总队公布了100名被终身禁驾者的名单。其中，没有谷青阳的名字，交警总队有关负责人解释称，谷青阳案未按“交通肇事罪”批捕，而是按更严厉的“危害公共安全罪”逮捕[12]。

### 案件调查
案发当晚，谷青阳在宜阳县和3名女性原下属吃饭，先后到“木火炖活鱼”饭馆和“无名高地”用餐，酒水单据显示，共点了15瓶啤酒。23时许，他开车带着其中一名女子王秋霞（音，20岁左右）前往洛宁县城。
据《新京报》2010年12月8日的报道，谷青阳本人在案发后称，为躲避农用车，猛打方向盘，左转逆行，撞到在路边行走的几个孩子。而《新京报》2010年12月9日又报道，据幸存的杨明(化名)回忆，谷青阳的轿车好像要超车，随后撞人。洛阳市公安局副局长王社成转述谷青阳的话称，事发时谷正打瞌睡，不慎变道逆行撞人。
根据对谷青阳、王秋霞和两名幸存者的调查及现场勘查，警方初步判定，“撞人瞬间车速在100公里以上”，而事发路段限速70公里。
撞人后为什么车辆还开出近300米？王社成解释说，这是因为车速太快，几秒钟可滑出上百米，谷青阳根本无法反应。洛宁县公安局局长张廷璞说，谷因方向器助力油系统损坏而被动停车。
幸存者杨明（化名）曾告诉记者，谷青阳撞人后并未积极拨打120和110等。对此，王社成说，5日23时30分事发，23时47分谷拨打120，有通话清单和录音为证。王社成还否认了有一受伤少年两小时后才被发现，并否认谷青阳打人。
此外，由于起初接受警方调查时，与谷同车的王秋霞作伪证，称当晚只点了5瓶啤酒，她已被处以治安拘留10天。

### 案件审理
据媒体报道，2011年1月26日，谷青阳案在洛阳市中级人民法院一审开庭审理后，再无下文。据了解，案件由洛阳市人民检察院直接提起公诉，罪名是以危险方法危害公共安全罪，若罪名成立，谷青阳将面临15年以上有期徒刑直至死刑的刑罚。但之后截至2011年11月1日，三个季度过去了，谷青阳仍未获刑 。

## 善后赔偿
12月7日，五位死者的亲属都已经与政府签订了赔偿协议，每位死者赔偿23万元。乡政府和县政府的相关领导最初与死者家属商定的赔偿金是14万左右。12月7日凌晨，经双方协议，死者家属接受了23万这一数目。
12月6日，邮政局已先为每位死者家属发放了3万元抚慰金。12月7日上午，五位死者家属都收到了20万元现金。
赔偿金额5家共115万元，先由邮政系统支付，随后再向谷青阳索要。如谷无法支付全部费用，剩余部分则由邮政局支付。
12月8日，在当地政府人员的劝说下，5名死者全部安葬。
死者杨少朋的父亲按照当地未婚少年去世需要结“阴婚”的风俗，为杨少朋找了邻村一位早夭女孩合葬。
在车祸中遇难的14岁的女孩杨园美与邻村15岁少年乔鹏飞合葬。
12月10日，谷青阳妻子携着自己几日来筹借的17万元来到洛宁县公安局，与洛宁县邮政局签署了赔偿金协议。并向邮政局打了一个40万元的欠条。

## 谷青阳其人
谷青阳，40岁，是与洛宁县相邻的宜阳县人，2010年1月才从宜阳县邮政局局长调到洛宁邮政局任局长。谷青阳妻子在宜阳县税务部门工作，有一男一女两个17岁的孩子。到洛宁前，曾任宜阳县邮政局副局长、局长。据当地人称，谷在其兄弟姐妹4人中，算是比较有出息的。谷家住在宜阳县邮政局一处家属院内，谷家还有正在出租的门面房。

## 相关评论
- “公仆”还是“公主” 从谷青阳案说开去
- 四问“谷青阳醉驾撞人”案（页面存档备份，存于）